# Zojach
Zojach ist eine Ortschaft in der Gemeinde Liebenfels im Bezirk Sankt Veit an der Glan in Kärnten (Österreich). Die Ortschaft hat 37 Einwohner (Stand 1. Jänner 2024). Sie liegt zur Gänze auf dem Gebiet der Katastralgemeinde Sörgerberg.
In der ersten Hälfte des 20. Jahrhunderts wurde auch ein in der benachbarten Katastralgemeinde Steinbichl befindliches Gebäude als zum Ort gehörig betrachtet, der sich damit damals über zwei Gemeinden (Gemeinde Sörg, die später in der Gemeinde Liebenfels aufging; und Gemeinde Schaumboden, die später in der Gemeinde Frauenstein aufging) erstreckte.

## Lage, Hofnamen
Die Ortschaft liegt im Westen des Bezirks Sankt Veit an der Glan in den Wimitzer Bergen, an den Hängen, die von dem zwischen Simonhöhe und Schneebauerberg verlaufenden Höhenzug nach Süden hin zum Oberlauf des Harter Bachs abfallen, sowie – im Bereich Wegscheide – auf der Kuppe jenes Höhenzugs. Über eine schmale Asphaltstraße ist der Ort von Sörg aus erschlossen, von anderen Richtungen her bestehen nicht asphaltierte Wegverbindungen.
In der Ortschaft werden folgende Hofnamen geführt: Taumberger (Nr. 1), Knieberger (Nr. 2), Wunder (Nr. 6), Scheiber (Nr. 7), Pietschacher (Nr. 8), Schwager (Nr. 10), Lampele (Nr. 11), Mutzbauer (Nr. 12), Draxler (Nr. 13) und Wegscheider (Nr. 15).

## Geschichte
Der Ort wird 1285 als Civviach urkundlich genannt, was sich von slowenisch osojah (= bei den Schattseitigen) ableitet.
Als Teil der Steuergemeinde Sörgerberg gehörte der Ort in der ersten Hälfte des 19. Jahrhunderts zum Steuerbezirk Gradenegg. Bei Bildung der Ortsgemeinden im Zuge der Reformen nach der Revolution 1848/49 kam Zojach an die Gemeinde Glantschach, 1875 an die Gemeinde Sörg. Seit der Fusion der Gemeinden Sörg und Liebenfels 1973 gehört der Ort zur Gemeinde Liebenfels.

## Bevölkerungsentwicklung
Für den Ort zählte man folgende Einwohnerzahlen (falls nicht gesondert anders erwähnt, nur im Bereich der heutigen Ortschaft):
- 1869: 19 Häuser, 131 Einwohner[4]
- 1880: 16 Häuser, 121 Einwohner[5]
- 1890: 17  Häuser, 139 Einwohner[6]
- 1900: 15  Häuser, 115 Einwohner[7]
- 1910: 15  Häuser, 106 Einwohner[8], sowie 1 Haus, 0 Einwohner im Bereich der Gemeinde Schaumboden.
- 1923: 15 Häuser, 114 Einwohner[9], sowie 1 Haus, 1 Einwohner im Bereich der Gemeinde Schaumboden.
- 1934: 124 Einwohner[10]
- 1961: 14  Häuser, 72 Einwohner[11]
- 2001: 23 Gebäude (davon 18 mit Hauptwohnsitz) mit 24 Wohnungen; 63 Einwohner und 5 Nebenwohnsitzfälle; 19 Haushalte; 4 Arbeitsstätten, 8 land- und forstwirtschaftliche Betriebe[12]
- 2011: 23 Gebäude, 48 Einwohner, 19 Haushalte, 4 Arbeitsstätten[13]
- 2021: 23 Gebäude, 39 Einwohner, 17 Haushalte, 7 Arbeitsstätten[14]

## Ortschaftsbestandteile
Im Bereich der Ortschaft wurden zeitweilig die Ortschaftsbestandteile Zojach und Wegscheide (bei der Straßenkreuzung im äußersten Nordwesten der Katastralgemeinde Sörgerberg) unterschieden:
- 1961: Zojach 11 Häuser, 58 Einwohner; Wegscheide 3 Häuser, 14 Einwohner[11]

## Zojachin der ehemaligen Gemeinde Schaumboden
Der unter anderem 1910 und 1923 in der damaligen Gemeinde Schaumboden ausgewiesene Anteil am Ort Zojach umfasste jeweils nur 1 Haus. Es handelte sich wohl um ein Gebäude im Bereich Wegscheide unmittelbar an der Gemeindegrenze, das von der Gemeinde Frauenstein als Nachfolger der Gemeinde Schaumboden heute als zur Ortschaft Kreuth gehörend betrachtet wird.

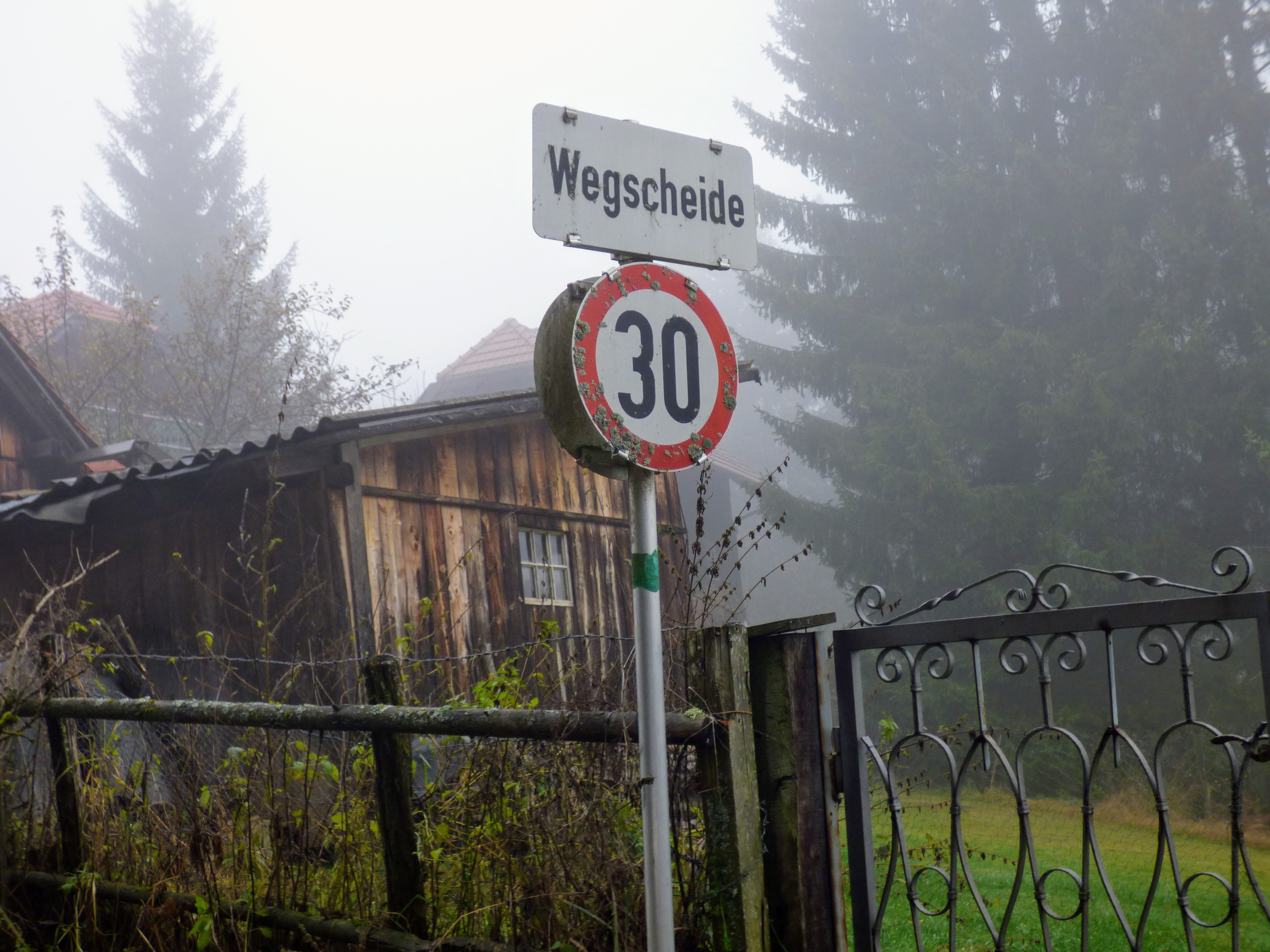
Ortsschild Wegscheide
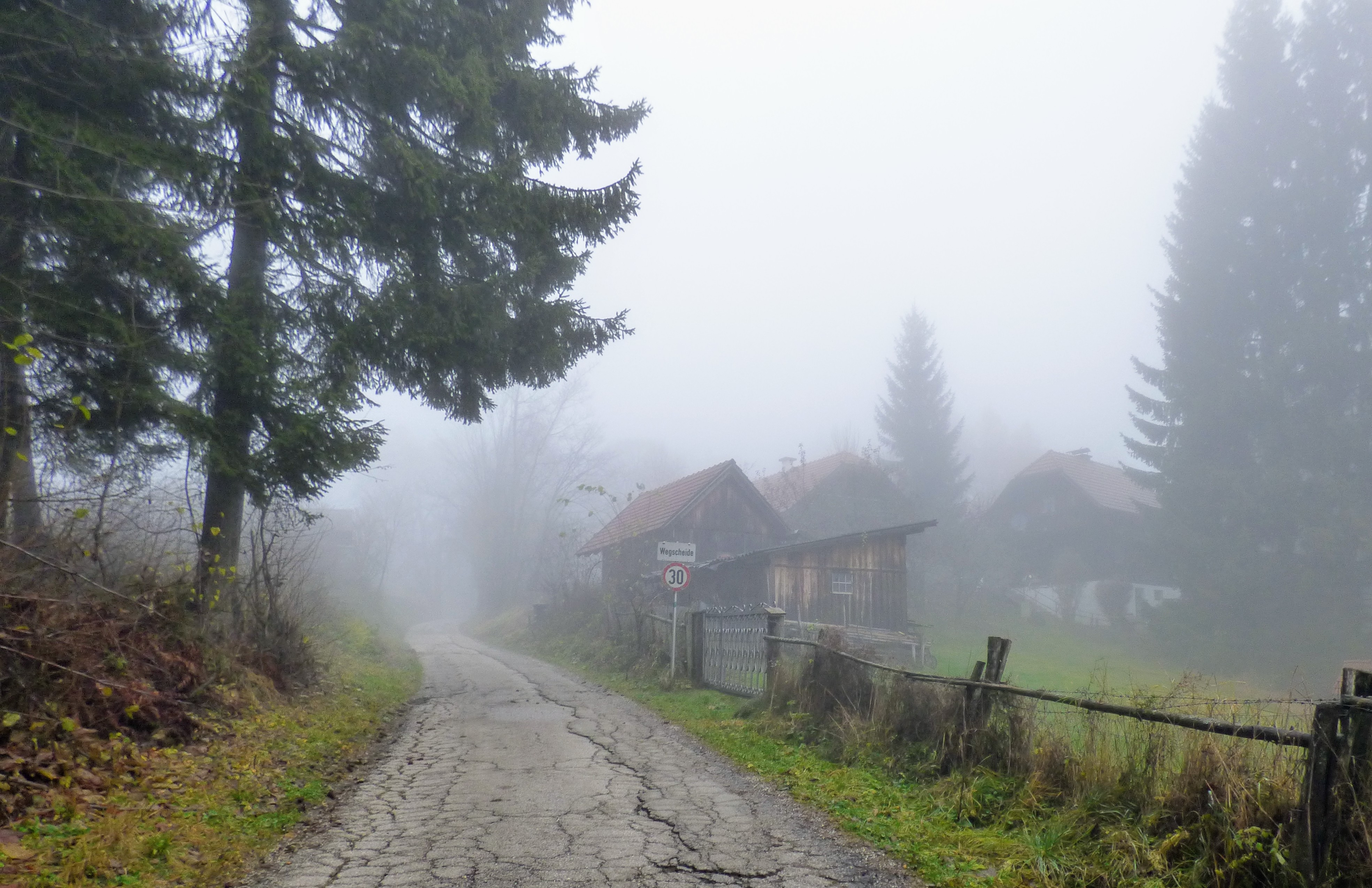
Wegscheide
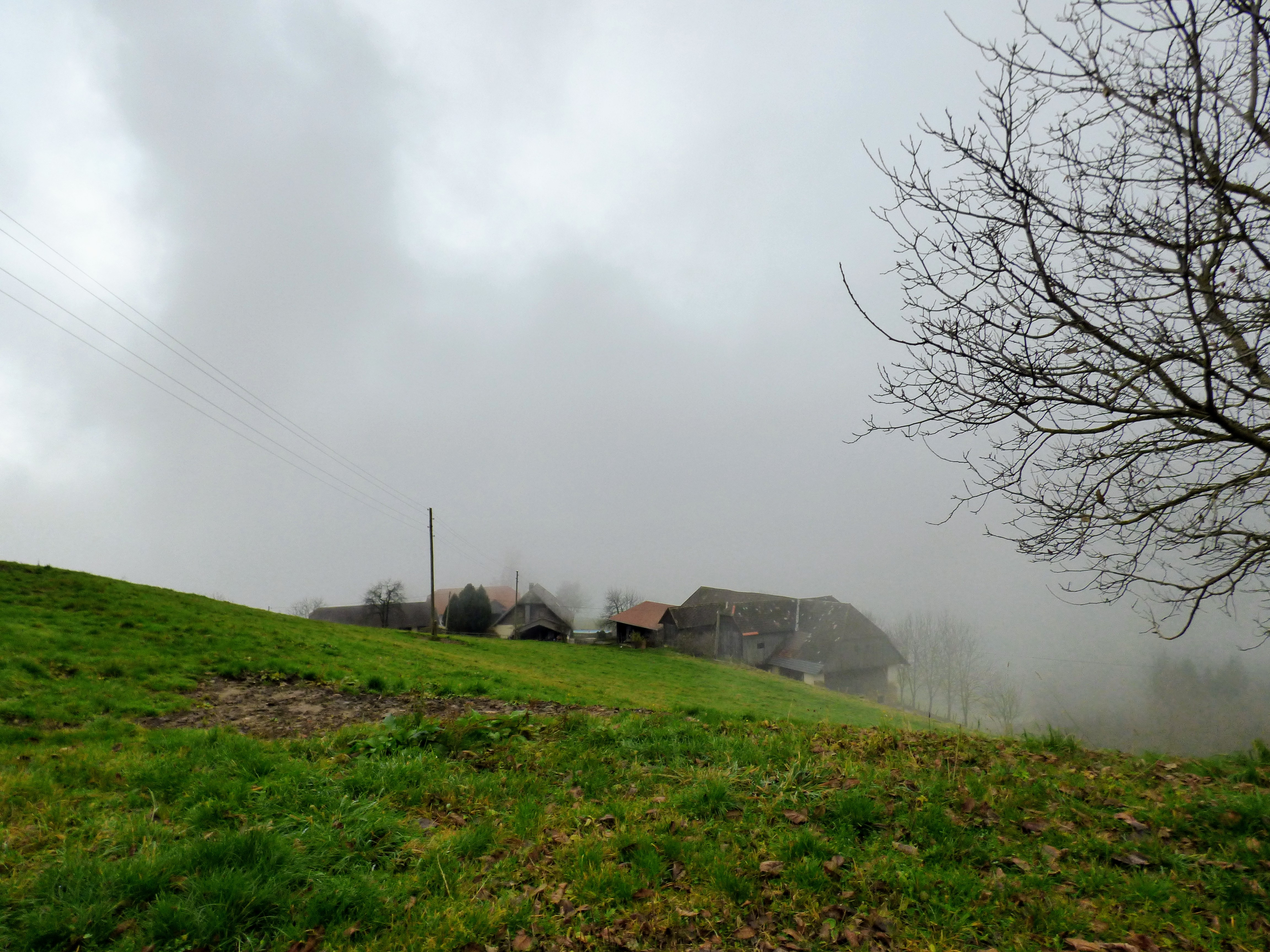
Zojach Nr. 2 (Knieberger)
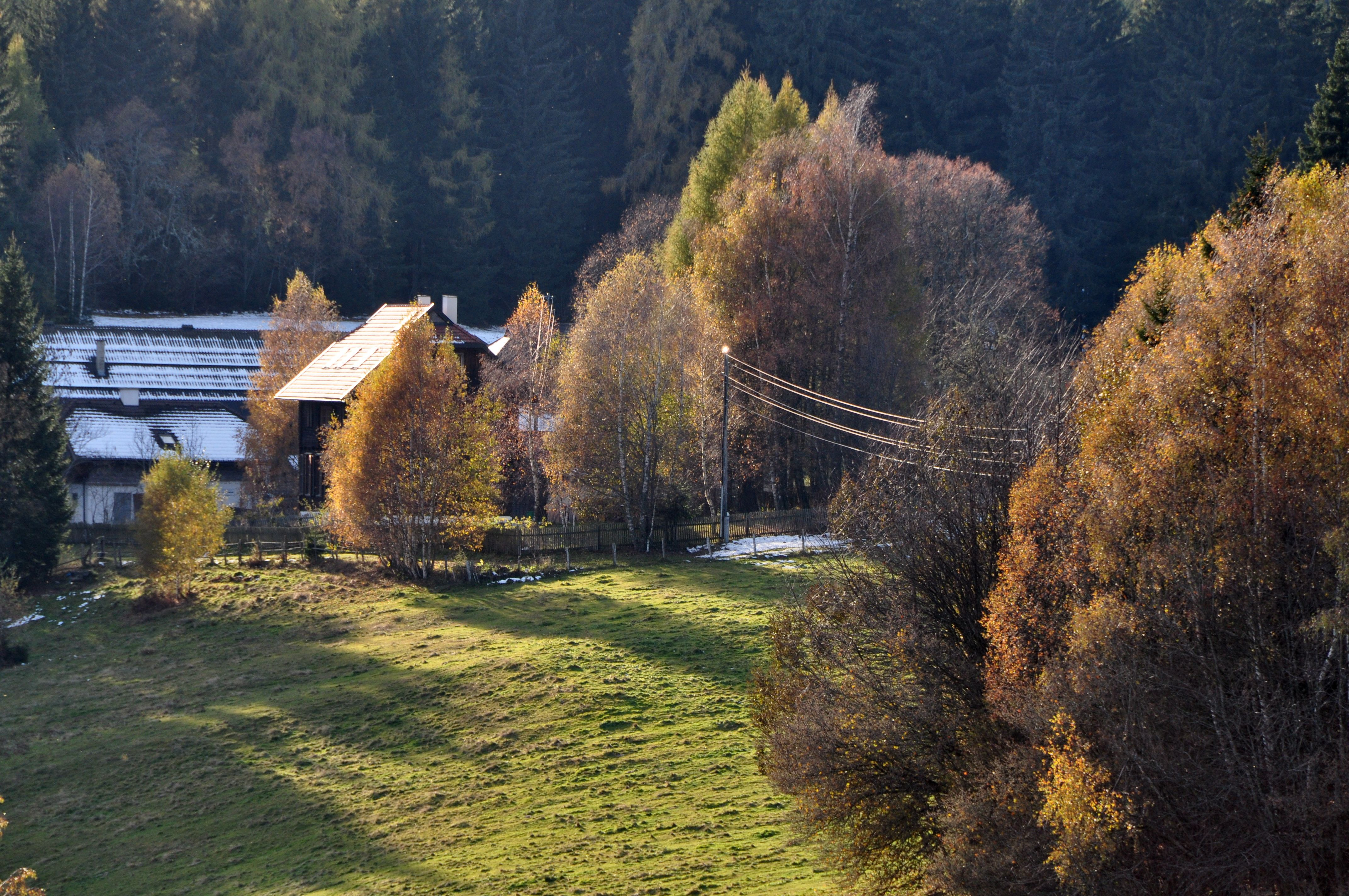
Zojach